# Nadir Nəbiyev
Nadir Nəbiyev (ur. 18 lipca 1980) – azerski piłkarz występujący na pozycji napastnika. Przez większą część kariery związany z azerskimi klubami Neftçi PFK i Turan Tovuz. W reprezentacji Azerbejdżanu zadebiutował w 2002 roku. W latach 2002–2006 wystąpił w 27 meczach kadry, w których zdobył trzy gole.